# ヤンスク・カヒッゼ
ヤンスク・カヒッゼ（グルジア語: ჯანსუღ კახიძე, ラテン文字転写例:Jansug Kakhidze, 1936年5月26日 – 2002年3月7日）は、旧ソ連・グルジア共和国出身の指揮者。

## 経歴
1936年、バグダーティ区オブチャに生まれた。合唱指揮者を目指してトビリシ音楽院に入学したが、その後オーケストラの指揮者に志望を変更。その後モスクワに出て、マルケヴィチの指導を受けた。
1957年に声楽アンサンブル「Shvidkaca」を創設し、第6回モスクワ世界青年音楽祭とブリュッセルの国際コンクールに優勝、グルジア国立合唱団の音楽監督となる。1962年にはトビリシ国立歌劇場の指揮者に就任。1973年からトビリシ交響楽団の芸術監督を長くつとめ、また1998年からトビリシ国立歌劇場の芸術監督、首席指揮者を兼任した。
ソ連邦の崩壊以降は欧州でも活動し、1990年にはフランスに進出し、パリ管弦楽団を指揮したベルリオーズの「ファウストの劫罰」は高い評価を受けた。その後もイギリスでロンドン・フィルハーモニー管弦楽団、アメリカでボストン交響楽団、ワシントン・ナショナル交響楽団を指揮するなど、各国で成功を収めた。1986年にレニングラード・フィルハーモニー交響楽団と来日している。晩年にはシュトゥットガルト放送交響楽団にもリムスキー＝コルサコフで客演した。
2002年に喉頭がんのため、トビリシで逝去。

## 家族・親族
- 息子：ヴァクタン（ヴァフタング）も指揮者である。

## 評価・業績
グルジアを代表する指揮者であり、1965年にはソ連人民芸術家の称号を受けた。フランスのル・モンド紙は「スラヴのカラヤン」と評した。同郷のギヤ・カンチェリとの親交が深く、七つの交響曲すべてを録音し、数多くの初演を任されている。